# Magnox Ltd
Magnox Ltd — це ліцензійна компанія з виведення з експлуатації ядерних об’єктів (SLC) під керівництвом Управління з виведення з експлуатації (NDA), державного органу, створеного спеціально для роботи з ядерною спадщиною відповідно до Закону про енергетику 2004 року. У вересні 2019 року вона стала прямою дочірньою компанією NDA.
Magnox Ltd відповідає за виведення з експлуатації десяти атомних електростанцій Magnox і двох колишніх дослідницьких установ у Сполученому Королівстві. Дванадцять місць розташовані в Берклі, Бредвеллі, Чапелкросс, Дандженесс А, Хінклі Пойнт А, Хантерстон А, Олдбері, Сайзвелл А, Трасфінідд, Вілфа, Гарвелл і Вінфріт. Усі сайти припинили виробництво. Крім того, як частина підрозділу Trawsfynydd, Magnox Ltd виробляє гідроелектроенергію на електростанції Maentwrog.

## Історія
Magnox Ltd є компанією-наступницею Magnox Electric, яка була створена в 1996 році, щоб отримати право власності на активи Magnox від Nuclear Electric і Scottish Nuclear. Атомні електростанції цих двох компаній, що залишилися, сім удосконалених газоохолоджувальних реакторів (AGR) і один водно-водяний ядерний реактор (PWR) були передані окремій компанії British Energy, яка потім була приватизована в 1996 році. У січні 1998 року Magnox Electric перейшла під контроль іншої державної компанії, British Nuclear Fuels Ltd, яка діяла як BNFL Magnox Generation.
1 жовтня 2008 року Magnox Electric було розділено на дві компанії за місцем розташування об’єктів. Magnox North став оператором Chapelcross, Hunterston A, Oldbury, Trawsfynydd і Wylfa. Magnox South став оператором Berkeley, Bradwell, Dungeness, Hinkley Point A та Sizewell A. Обидві компанії продовжували управлятися RSMC.